# 이유 (당나라)
이유(李𥙿 또는 李裕, ? - 905년 2월)는 당 소종의 장남이자 당나라의 비정통 황제(재위 : 900년 ~ 901년)이다. 정확한 출생년대는 전하지 않으나 880년대 출생으로 추정된다. 원래 이름은 이우(李祐, 897년 개명)이다. 덕왕에 책봉되었다가 897년 2월 황태자에 책봉되었다. 이때 원래 이름이었던 이우에서 이유로 개명하였다. 900년 11월 환관들이 쿠데타를 일으켜 아버지 소종을 폐위시키고 이유를 황제로 앉혔다. 이때 이진(李縝)으로 개명하였다. 그러나, 재위 2개월만인 901년 1월 다시 폐위되어 덕왕으로 강등되었다가 다시 개봉되어 복왕이 되었다. 《구당서》에 의하면 905년 2월 주전충에 의해 암살되었다.
| 전임 아버지 당 소종 이엽 | 당나라의 임시 황제 900년 11월 ~ 901년 1월 | 후임 아버지 당 소종 이엽 |